# Альжан
Альжа́н (каз. Әлжан) — село у складі Айиртауського району Північноказахстанської області Казахстану. Входить до складу Лобановського сільського округу.
Населення — 152 особи (2021; 325 у 2009, 521 у 1999, 549 у 1989).
Національний склад станом на 1989 рік:
- казахи — 100 %.

До 2008 року село називалось Альжанка, у радянські часи — Ольжанськ.